# Franz Schrank
Franz Schrank (* 1945) ist ein österreichischer Universitätsprofessor und Experte für Arbeitsrecht und Sozialrecht. 

## Leben
Beruflich begann Schrank in der Wirtschaftskammer Steiermark, in welcher er Ressortverantwortlicher für den Bereich Arbeitsrecht- und Sozialrecht war. Außerdem war er Leiter der sozialpolitischen Abteilung in der Wirtschaftskammer. Seit 1984 übt er regelmäßige Lehrtätigkeiten am Institut für Arbeitsrecht und Sozialrecht an der Universität Wien aus. Er war bis 2016 Rektor der FH Campus 02 in Graz und hat zahlreiche arbeitsrechtliche Fachpublikationen veröffentlicht. Am 1. September 2016 hat Kristina Edlinger-Ploder als Rektorin der Grazer Fachhochschule CAMPUS 02 die Nachfolge angetreten.

## Werke (Auswahl)
- Arbeitszeitgesetze, Wien, Linde, 2012, 2. Auflage (Stand 1. September 2012).
- Arbeitsrechtliche Maßnahmen in der Krise, Wien, Linde, 2009
- Die neuen Elternansprüche auf kündigungsgeschützte Teilzeiten und andere Arbeitszeiteinteilungen, Wien, Linde, 2004
- Werkverträge und freie Dienstverträge, Wien Ueberreuter, 1998
- Der neue ArbeitnehmerInnenschutz, Wien, Wirtschaftskammer Österreich, 1996